# Мейлманс, Ким
Ким Мейлманс (нидерл. Kim Meylemans; род. 7 марта 1996, Ламердинген, Бавария) — бельгийская скелетонистка, серебряный призёр чемпионата мира 2024 года, чемпионка Европы 2024 года, участница зимних Олимпийских игр 2018 и 2022 годов.

## Спортивная карьера
В 2009 году начала выступать в скелетоне, а в 2013 году была включена в состав национальной сборной Германии. В сезоне 2014/15 годов Ким перешла в национальную сборную Бельгии.
В 2018 году представляла Бельгию на зимних Олимпийских играх в Пхёнчхане. В соревнованиях по скелетону стала 14-й.
На зимних Олимпийских играх 2022 года в Пекине по результатам четырёх спусков стала восемнадцатой.
В 2024 году на чемпионате мира в Винтерберге в одиночных соревнованиях стала серебряным призёром. В этом же сезоне в Сигулде, где разыгрывались медали чемпионата Европы стала чемпионкой. По итогам сезона 2023/2024 годов в Кубке мира стала второй в общем зачёте.
Мейлманс состоит в отношениях с коллегой по виду спорта скелетонисткой Николь Сильвейрой, представляющую Бразилию.